# Tuj
Tuj (ros. Туй, Большой Туй) – rzeka w azjatyckiej części Rosji, prawy dopływ Irtysza. Przepływa przez Syberię Zachodnią. Źródła na Bagnach Wasiugańskich.
Długość – 507 km, powierzchnia zlewni – 8490 km².
Dopływy: Ukratus, Kir-Tau, Aju, Sik, Miss.